# Paraíso (bairro de São Paulo)
Paraíso é um bairro nobre da cidade de São Paulo, pertencente à subprefeitura e ao distrito da Vila Mariana, situado entre a Avenida Paulista e o Parque do Ibirapuera. Está localizado em uma das regiões mais elevadas da cidade, chamada de Espigão da Paulista. Há bastante controvérsia quanto aos seus limites, pois antigamente se considerava como Paraíso áreas pertencentes atualmente aos distritos da Liberdade e Bela Vista.
É delimitado pela Avenida Brigadeiro Luís Antônio, Avenida Paulista, Rua do Paraíso, Rua Vergueiro, Rua José Antônio Coelho, Avenida 23 de Maio e Avenida Pedro Álvares Cabral.  Limita se com os bairros de Aclimação, Jardim Paulista, Vila Mariana e Bela Vista.

## História
O bairro do Paraíso é uma região rica em história e desenvolvimento, refletindo a evolução urbana da cidade ao longo dos anos. Já era assim denominado em 1900, tendo como ponto central o Largo da Guanabara, atual Praça Rodrigues de Abreu.
A origem do bairro remonta ao século XIX, por volta de 1860, a partir de uma grande área rural chamada Chácara do Sertório, situada nas imediações da atual Praça Oswaldo Cruz, antigo Largo do Paraíso. Esta chácara foi inicialmente propriedade de João Sertório, que a vendeu para a Senhora Alexandrina Maria de Moraes a propriedade rural ligava as ruas da Liberdade ao extinto município de Santo Amaro (1832-1935). Após o falecimento de Alexandrina em 1886, seus herdeiros lotearam a propriedade, criando os trechos que deram origem ao bairro do Paraíso que conhecemos hoje. Entre as ruas formadas estão a Humaitá, Abílio Soares, Pedroso, Maestro Cardim, Martiniano de Carvalho, Paraíso, e Artur Prado.
Nome
O nome do bairro vem do nome do "Largo do Paraíso", atual Praça Osvaldo Cruz.
Como extensão da Vila Mariana, o Paraíso se beneficiou do progresso trazido pela Estação da Companhia Carris de Ferro de São Paulo a Santo Amaro e pela marcante presença de imigrantes alemães, que inicialmente se estabeleceram na Rua José Antônio Coelho. Em 1885, foi aberta a Cervejaria Germânia pela Cia. Faust & Schmidt no Paraíso. Esta cervejaria, uma das pioneiras no Brasil, ocupava um grande terreno entre as Ruas Vergueiro e Apeninos, em frente ao Largo Guanabara. Durante a Primeira Guerra Mundial, mudou seu nome para Cervejaria Guanabara e, em 1921, foi comprada pela Companhia Cervejaria Brahma. A fábrica encerrou suas atividades na década de 1980 e o edifício foi demolido em 1994, dando lugar a um grande empreendimento imobiliário.
No mesmo Largo da Guanabara, a primeira paróquia da região, dedicada a Santa Generosa, começou a ser erguida em 1915. Inaugurada parcialmente em 1924, a paróquia enfrentou anos de tensão devido ao anúncio da Prefeitura, em 1943, de que seria demolida para obras de urbanização. A demolição ocorreu em 1967 para a construção da Avenida Vinte e Três de Maio e do viaduto que levou o nome da santa padroeira. A nova Paróquia de Santa Generosa foi inaugurada em 1970 na Avenida Bernardino de Campos, onde se encontra até hoje.
Por volta de 1916, o bairro já tinha uma quantidade razoável de moradores em ruas como a Rua do Paraíso, Rua Tomás Carvalhal, Rua Cubatão e trecho da Rua Abílio Soares. Algumas casas de famílias ricas já haviam sido construídas nas Avenidas Bernardino de Campos e Paulista, mas a ocupação próxima ao atual Parque do Ibirapuera ainda era escassa. Os limites do bairro sempre foram controversos.
Do começo do século XX até seus meados, destacam-se algumas construções na Avenida Paulista, no trecho do bairro do Paraíso, que permanecem até hoje. O Instituto Pasteur, fundado em 1903, foi inaugurado em 1904 no atual número 393. A Escola Estadual Rodrigues Alves, projetada pelo escritório do arquiteto Francisco de Paula Ramos de Azevedo, foi concluída em 1919 e está tombada nas esferas estadual e municipal. A Casa das Rosas, projetada por Felisberto Ranzini, foi construída na década de 1930 e se tornou um espaço cultural público em 1991.
Outro destaque de suas adjacências é a Catedral Metropolitana Ortodoxa, na Rua Vergueiro, o maior templo em estilo bizantino da América do Sul, cuja construção começou em 1942 e terminou em 1954.
Em 1975, a inauguração da estação Paraíso do metrô trouxe definitivamente um caráter multifacetado para o bairro. Do Instituto Pasteur à Catedral Ortodoxa Metropolitana, passando pelo edifício sede da IBM e o Ginásio do Ibirapuera, o bairro oferece tanto uma face dinâmica residencial e comercial/financeira.

### Moradores e ex-moradores
- Zélia Gattai (1916-2008), escritora, fotógrafa e memorialista
- Fernando Haddad, professor da Universidade de São Paulo, ex Ministro da Educação e prefeito de São Paulo

## Atualidade
O bairro é uma das regiões mais desenvolvidas da capital paulista, pois abriga o trecho inicial da Avenida Paulista, entre a Praça Osvaldo Cruz e a Avenida Brigadeiro Luís Antônio. É o logradouro mais importante da cidade e centro financeiro do país. Em virtude dessa localização privilegiada, conta com 3 estações de metrô, hotéis e flats. É um centro de cultura, onde situam-se o Centro Cultural São Paulo, o a Casa das Rosas e o Itaú Cultural. Abriga, também, o Google Campus, primeiro espaço de coworking da empresa Google no Brasil e outros coworkings como o Volt Coworking na Rua do Paraíso e o LABA48 na Rua Cubatão. Possui diversos centros de saúde, sendo o Hospital do Coração (HCor), o principal, e estabelecimentos educacionais como o Colégio Bandeirantes e o Colégio Maria Imaculada.
O Paraíso apresenta também a Catedral Metropolitana Ortodoxa, a Catedral de Nossa Senhora do Paraíso, que são imponentes edificações religiosas e as sedes de empresas como a: IBM, que se estabeleceu no bairro em 1977 na Rua Tutóia. Segundo a Folha de S.Paulo em uma matéria de 2023 o bairro possuía o mais caro metro quadrado paulistano para apartamentos novos (R$ 20.714). É classificado pelo CRECI como "Zona de Valor B”, assim como outras áreas nobres da capital como Brooklin, Cerqueira César, Jardim Paulistano e Alto de Santana.